# Michael Klim

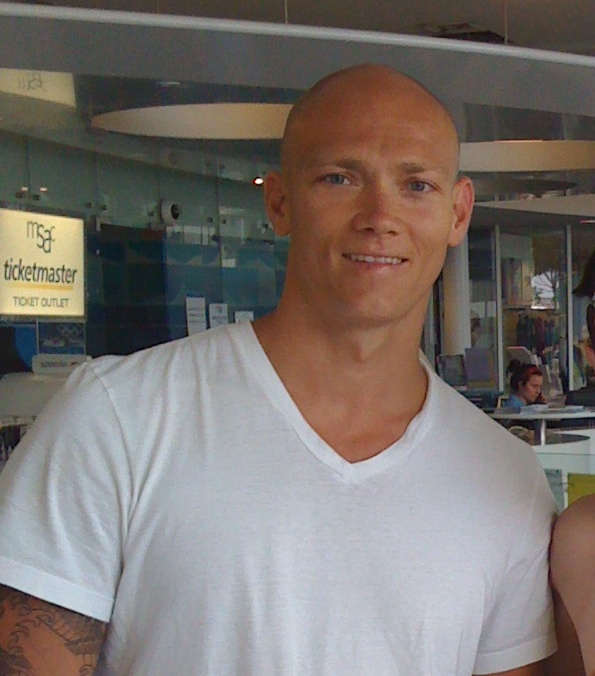
Michael Klim (2010)

Michael George Klim OAM (* 13. August 1977 in Gdynia, Polen) ist ein ehemaliger australischer Schwimmer.

## Leben und Werdegang
Der in Polen geborene Klim lebte mit seinen Eltern zunächst in Indien und Polen. Die Familie wanderte 1987 nach Deutschland aus, dann nach Kanada und lebt seit 1989 in Australien. Die Anfänge des Schwimmens als Leistungssportler begannen bereits bei der Schwimmgemeinschaft Hamburg. Zu einem der weltbesten Schmetterling- und Kraulschwimmer stieg er Ende der 1990er-Jahre in Australien auf. Mittlerweile war er australischer Staatsbürger geworden und nahm an den Olympischen Spielen 1996 in Atlanta teil. Einzige Medaille war allerdings die Bronzemedaille mit der australischen Lagenstaffel.
Seinen Durchbruch erlebte er bei den Schwimmweltmeisterschaften 1998 im australischen Perth. Seine Ausbeute: viermal Gold bei insgesamt sieben Medaillen. Nach diesen Erfolgen kam Klim erstmals wieder in sein Heimatland Polen und wurde vom polnischen Präsidenten Aleksander Kwaśniewski empfangen. Er identifizierte sich weiterhin als Pole mit australischem Pass und die Menschen in Polen empfanden ihn als polnischen Schwimmer und feierten seine Erfolge bei Meisterschaften genauso wie die anderer polnischer Sportler.
Bei den Olympischen Spielen 2000 in Sydney war er auf den Delfinstrecken einer der großen Favoriten. Über 100 m Delfin hielt er den Weltrekord, wurde jedoch vom Schweden Lars Frölander völlig überraschend geschlagen. Nachdem er auf die 200-m-Freistilstrecke verzichtet hatte, war für ihn eine Medaille über 100 m Freistil eine Verpflichtung. Doch auch hier wurde er nur Vierter und ging leer aus. Jedoch blieben die Spiele im eigenen Land doch noch in guter Erinnerung durch zwei Goldmedaillen mit den Freistilstaffeln. Als Startschwimmer der 4 × 100-m-Staffel stellte er in 48,18 s einen neuen Weltrekord über diese Distanz auf.
Michael Klim startete bei den Olympischen Spielen 2004 in Athen in den australischen Freistilstaffeln und gewann über 4 × 200 m Freistil die Silbermedaille.
Danach deutete vieles auf ein baldiges Ende seiner sportlichen Karriere hin. Klim beendete ein Wirtschaftsstudium und gründete in Australien Schwimmschulen unter dem Namen: Klim Swim. In Melbourne existieren bereits fünf dieser Schulen. Im Juni 2007 gab er offiziell das Ende seiner Schwimmkarriere bekannt. Für seine Verdienste um den Sport als Goldmedaillengewinner bei den Olympischen Spielen 2000 in Sydney wurde ihm 2001 die Medaille des Order of Australia verliehen. 2020 wurde er in die International Swimming Hall of Fame aufgenommen.
Klim heiratete 2006 Lindy Rama und sie haben drei gemeinsame Kinder. 2016 trennten sie sich und die Ehe wurde geschieden.